# Dinamo Jekaterinenburg
Dinamo Jekaterinenburg is een Russische hockeyclub uit Jekaterinenburg.
De club werd opgericht in 1969 als SKA (Sverdlovsk, de toenmalige naam van Jekaterinenburg). Voornamelijk in de periode na het uiteenvallen van de Sovjet-Unie was de club superieur in de Russische competitie. In 1998 werd de naam SKA ontbonden en ging de club verder door het leven als Dinamo.
De club heeft vele nationale prijzen gepakt en nam hierdoor vaak deel aan Europese bekertoernooien.